# Écluse de Wire

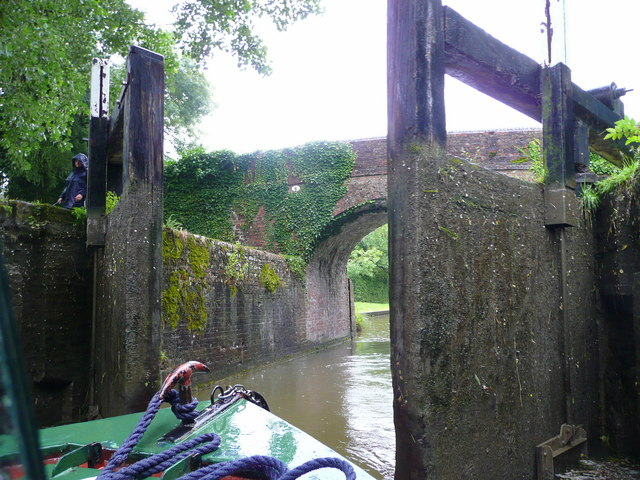
Écluse de Wire

L’écluse de Wire est une écluse sur le canal Kennet et Avon, près de Hungerford, dans le Berkshire, en Angleterre.
L'écluse de Wire a été construite entre 1718 et 1723 sous la supervision de l'ingénieur John Hore de Newbury. Le canal est administré par la British Waterways. L’écluse permet de franchir un dénivelé de 2,10 m (6 pi 10 po).
Cet ouvrage est classé grade II.